# 李红梅 (话剧演员)
李红梅（1968年10月—），云南大理人，白族，中华人民共和国话剧演员，一级演员，中国共产党党员。云南省戏剧家协会驻会副主席。第十二届全国人民代表大会云南地区代表。

## 生平
毕业于云南省文化职业学院表演专业。2013年，担任全国人大代表。